# Sky (The Sarah Jane Adventures)
Pour les articles homonymes, voir Sky.
Sky est le premier épisode de la cinquième et dernière saison de la série britannique de science-fiction The Sarah Jane Adventures. À ce jour, la série n'a jamais été diffusée en France.

## Accroche
Sarah Jane trouve un bébé sur le seuil de sa porte et essaye de trouver qui l'a abandonnée. Dans une centrale nucléaire voisine, une belle jeune femme se matérialise et utilise une technologie extra-terrestre pour en prendre le contrôle. Elle cherche quelque chose - et comprend que Sarah Jane pourrait s'avérer l'avoir.

## Distribution
- Elisabeth Sladen : Sarah Jane Smith
- Daniel Anthony : Clyde Langer
- Anjli Mohindra : Rani Chandra
- Sinead Michael : Sky
- Alexander Armstrong : Mr. Smith
- Tommy Knight : Luke Smith
- Mina Anwar : Gita Chandra
- Ace Bhatti : Haresh Chandra
- Cyril Nri – L'homme au perroquet (non crédité)
- Christine Stephen-Daly : Miss Myers
- Gavin Brocker : Caleb
- Paul Kasey : Le Métallique
- Chloe Savage : Bébé Sky
- Ella Savage : Bébé Sky
- Amber Donaldson : Bébé Sky
- Scarlet Donaldson : Bébé Sky
- Floella Benjamin : Le Professeur Rivers
- Peter-Hugo Daly : Hector
- Will McLeod : Voix du Métallique

## Résumé

### Première partie
Un météore s'écrase en plein milieu d'une casse automobile et un homme de métal en émerge. Pendant ce temps, Sarah Jane découvre un bébé sur le seuil de sa maison au milieu de la nuit. Elle est capable de créer des surcharges électriques. Sarah Jane appelle Rani et Clyde pour l'aider, et pendant que Clyde montre ses capacités paternelles, Sarah Jane et Rani se rendent sur le lieu de l'impact du météore. Elles y retrouvent le Professeur Rivers qui enquête sur le site avec eux. Sarah Jane et Rani trouvent un sans-abri qui a vu l'homme de métal et le leur décrit; elles découvrent ensuite que l'homme de métal se dirige vers Bannerman Road.
Pendant ce temps une femme extra-terrestre qui s'appelle 'Miss Myers' apparaît dans une centrale nucléaire et découvre qu'il y a eu des surcharges électriques sur Bannerman Road. Elle se rend chez les Chandra et Gita lui annonce que Sarah Jane vient juste d'adopter un bébé, ce qu'elle a vu en rendant visite à Sarah Jane auparavant. Miss Myers se rend dans le jardin où Clyde et le bébé nommé Sky sont sur le point de découvrir que l'homme de metal s'apprête à les attaquer. Miss Myers sauve Clyde et le bébé Sky et les emmène à la centrale. Miss Myers annonce qu'elle est la mère de Sky et une extra-terrestre.
Sarah Jane et Rani retournent à la maison et y découvrent que Clyde et Sky sont partis. Mr Smith localise Clyde à la centrale électrique et Sarah Jane et Rani prennent la direction de l'installation. Elles retrouvent Clyde, Sky et Miss Myers, qui révèle que son espèce mène une guerre contre les Métalliques. Elle leur dit aussi que Sky est une arme qui mettra fin à la guerre et tandis qu'elle dit cela l'homme de métal survient. Sky se transforme alors en une fille d'une douzaine d'années.

### Seconde partie
À l'injonction de Miss Myers, Sky attaque involontairement le Métallique avec une décharge d'énergie. Miss Meyers explique que Sky a été créée dans un laboratoire de son peuple comme arme pour détruire les Métalliques. Sarah Jane et l'équipe s'échappent avec Sky avant que Miss Myers ait pu s'en emparer. Miss Myers dit alors au Métallique qu'il pourrait l'aider à capturer Sky et le fait connecter.
Sky, qui est encore ignorante du monde et du vocabulaire courant, est amenée dans le grenier où Mr Smith l'étudie. Il conclut que la métamorphose a été causée par son ADN synthétique et a eu lieu afin de maximiser son efficacité en tant que bombe. Sa complète activation ne détruirait pas seulement les Métalliques mais aussi Sky elle-même. Bien qu'il n'y ait pas de remède à l'énergie que la présence des Métalliques activerait chez Sky, elle peut encore être « désarmée ». Cependant, seule Miss Myers peut inhiber son déclencheur génétique. Sky décide de retourner à la centrale.
De retour à la centrale électrique, Sarah Jane dit à Sky d'attendre avec Clyde et Rani. En l'absence de Sarah Jane, Sky s'échappe, et s'élance dans l'usine, dans le but d'aider Sarah Jane. Pendant ce temps, Sarah Jane, qui a été amenée à Miss Myers, apprend que le Métallique blessé est relié au cœur du réacteur nucléaire afin d'être utiliser comme un signal d'appel. Miss Myers dit aussi qu'elle a reprogrammé son esprit afin qu'il cherche à se venger de tous les êtres de chair, y compris les habitants de la Terre, amenant ainsi leur guerre sur la Terre. Convaincue que les Métalliques seront détruits à leur arrivée sur Terre, elle active le signal émis par son prisonnier. Plus bas dans le complexe nucléaire, Sarah Jane retrouve Sky, qui lui dit qu'elle doit sauver la Terre et monte dans la salle du réacteur nucléaire. Sarah Jane ordonne à Clyde et Rani de couper le réacteur nucléaire depuis la salle de contrôle avant de se ruer derrière Sky, qui a commencé à être activée en raison de la présence du Métallique et du portail vers les Métalliques ouvert par Miss Myers.
Dans la salle de contrôle, Clyde et Rani parviennent après bien des recherches à arrêter le réacteur ce qui referme le portail en raison de l'arrêt de l'alimentation en énergie. L'énergie du portail produit un choc en retour sur Sky, détruisant sa programmation génétique de bombe vivante. Miss Myers ne veut plus de l'enfant puisqu'elle n'est plus une arme. Le Métallique, qui a réussi à s'attribuer un peu de l'énergie du portail, se libère et utilise l'énergie pour emporter Miss Myers avec lui.
Sarah Jane explique l'apparence de Sky à Gita et Haresh, une fois de retour à Bannerman Road, en leur disant que l'agence d'adoption avait fait une confusion. Quelques traces des pouvoirs électriques de Sky demeurent. Dans le grenier, Sarah Jane trouve l'homme au perroquet, rencontré auparavant dans Lost in Time. Il lui dit que c'est lui qui a mis le bébé Sky sur le seuil de sa porte. L'homme au perroquet, répondant à une question de Sarah Jane sur son rôle, lui dit que lui et le Capitaine (le perroquet) sont des « serviteurs de l'Univers ». Il donne ensuite à Sky le choix de partir avec lui ou de rester avec Sarah Jane ce qu'elle fait en devenant sa fille adoptive. Il disparaît ensuite sans que Sarah Jane ait put poser une autre question. Elle dit alors qu'il finiront bientôt par savoir qui il est...

## Continuité
- On y retrouve le Professeur Rivers de l'institut Pharos.
- Rani suggère que le Docteur est celui qui a mis Sky sur le pas de la porte de Sarah Jane.
- Pour distraire Sky enfant, Clyde lui raconte l'histoire arrivée lors de Invasion of the Bane.
- On retrouve le fameux pirate et son perroquet vus dans l'épisode Lost in Time

## Commentaire
L'épisode est marqué par la première apparition du personnage de Sky (Sinead Michael) qui aurait dû devenir, si la série avait continué, un personnage récurrent destiné à remplacer Luke à présent parti à l'Université, car l'acteur Tommy Knight était parti étudier. D'ailleurs, les origines des deux personnages sont très similaires (construits par des extra-terrestre, devenus adolescents sans même avoir grandi).